# Project Sekai: Colorful Stage! feat. Hatsune Miku
Hatsune Miku: Colorful Stage! Conocido en Asia como Project Sekai: Colorful Stage! feat. Hatsune Miku (Japonés: プロジェクトセカイ カラフルステージ！ feat.初音ミク) es un Videojuego de ritmo para móvil desarrollado por CyberAgent, Colorful Palette y publicado por Sega. El juego es un spin-off de Sega Hatsune Miku: Proyect DIVA series, y presenta los honam Singers de Vocaloid Hatsune Miku, Megurine Luka, Kagamine Rin y Len, Meiko, y Kaito, junto a los 20 personajes originales que están repartidos en cinco grupos. Los adolescentes tienen un sueño de ser artistas, así que hacen batallas de música para ver quien lo hace mejor. El juego consiste en ver historias, jugar canciones, y divertirse con los personajes que contiene(honam). Está ambientado en el mundo real donde los Virtual Singers solo existen en la ficción, en otro mundo llamado "Sekai", donde los “sentimientos reales” están proyectados. El juego fue lanzado para Android y Apple el 30 de septiembre del 2020Se utilizó Unity y Piapro Studio NT para los cantantes virtuales.
Sega anunció una versión global en el idioma inglés que fue lanzada en todo el mundo el 7 de diciembre de 2021. Una versión china Tradicional para Taiwán, Hong Kong, y Macau, publicado por Ariel Red y NUVERSE, el cual, se lanzó el 30 de septiembre del 2021. Además, el juego está disponible en polaco, letón, coreano y otros idiomas.

## Ambientación
Hatsune Miku: Colorful stage está situado en el mundo real, específicamente en Japón. En este juego, Hatsune Miku y sus amigos son famosos cantantes ficticios que existen en el mundo real como Virtual Singer. Cantan canciones de Hatsune Miku y Maretu, pero también existen en el "Sekai" (セカイ?)," unos misteriosos mundos diferentes del real, estos están creados por los sentimientos reales de "una o varias personas," presentando varios aspectos visuales basados en la persona/personas. Hay varios Sekai, y su forma cambia dependiendo de las emociones. Por tanto, el foco del juego es un viaje de los personajes para encontrar sus "sentimientos reales" con la ayuda de los Virtual Singers.

## Trama
Los 5 grupos tienen su propia historia, centrándose en su viaje para conocer sus "verdaderos sentimientos ":
- Leo/need: Ichika Hoshino desea revivir los recuerdos de la niñez con sus amigas, porque su amistad se deterioró en el periodo posterior a un incidente ocurrido durante la escuela secundaria. Adentrándose en su Sekai conoció una Miku con estilo emo-punk, quién le dijo que debía transmitir sus sentimientos a sus amigas y vencer sus diferencias. Ichika y sus amigas por inciativa de Saki Tenma (otra integrante del grupo) quedan para salir por ahí y de este modo finalmente formaron una banda para restaurar su amistad gracias a su gusto compartido por la música.

- More More Jump!: Minori Hanasato siempre ha soñado en convertirse en Idol. A pesar de haber fallado audiciones múltiples veces, pero nunca dejó de intentar, ni sus esperanzas de pasar una audición algun día. Ella más tarde se entró al Sekai y conoció una Miku con estética y personalidad de idol, quién le animó para hacer su sueño hecho realidad. También formó un grupo de idols con tres idols anteriores, quienes se retiraron de su carrera debido a problemas con su agencia.

- Vivid Bad Squad: Kohane Azusawa nunca había sido apasionada por el [Baile urbano|street dancec], pero entonces ella se topó en una presentación a An Shiraishi, Akito Shinonome, y Toya Aoyagi. Cautivada por la voz de An, Kohane se unió a ella para formar un equipo para convertirse en street singer también. Se cuando entran al Sekai conocen Miku, MEIKO y Len, quiénes dirigen a Kohane y sus amigos para volverse los mejores músicos y superar a Rad Weekend, un evento muy famoso.

- Wonderland x Showtime: Tsukasa Tenma tiene el gran sueño de ser una estrella mundialmente conocida para hacer feliz a su hermana Saki (Leo/Need). Éste es contratado para trabajar a medio tiempo en el parque temático Phoenix Wonderland, pero el escenario al que fue asignado, Wonder Stage, que fue alguna vez popular, hoy se encuentra desértico, incapaz de atraer cualquier visitante por años. Allí,  conoce a Emu Otori, quién desea restaurar el teatro a su anterior gloria (también le rompe la espalda a tsukasa). Tsukasa, tras ver una presentación de Rui Kamishiro, lo invita a unirse al grupo, y él acepta con la condición de que también se una su amiga de la infancia, Nene Kusanagi. Luego ingresan al Sekai donde conocen a una Miku vestida de payaso, deseando revivir el glorioso escenario y volver a hacer felices a las personas (Con el poder del "Wandahoi" o "Wonderhoy").

- Nightcord at 25:00: Kanade Yoisaki estudia en casa y no le gusta darse a conocer debido a un trauma que tiene a raíz de un incidente antiguo. Ella tiene un grupo de cuatro amigas mediante la aplicación ficticia "Nightcord", las cuáles componen música. Un día una de ellas, Mafuyu, desaparece y el resto encuentra una canción llamada "Untitled" en su carpeta compartida, que al ser reproducida las lleva al Sekai, dónde conocen en persona a Mafuyu, quien también se hacía llamar OWN o Yuki, además de a Miku. Kanade, Mizuki y Ena deberán ayudar a Mafuyu a encontrarse a sí misma y componer música juntas. (Antes de el encuentro en Sekai ninguna sabía el nombre real de la otra)
- K= Kanade
- Yuki/OWN= Mafuyu
- Enanan= Ena
- Amia= Mizuki

Integrantes:
- Leo/need: Saki Tenma, Ichika Hoshino, Shiho Hinomori, Honami Mochizuki.
- More More Jump!: Airi Momoi, Shizuku Hinomori, Haruka Kiritani, Minori Hanasato.
- Vivid Bad Squad: Kohane Azusawa, Akito Shinonome, An Shiraishi, Toya Aoyagi.
- Wonderlands x Showtime: Tsukasa Tenma, Emu Otori, Nene Kusanagi, Rui Kamishiro.
- Nightcord at 25:00: Mafuyu Asahina, Kanade Yoisaki, Mizuki Akiyama, Ena Shinonome.
Después de la historia de introducción, el jugador tiene que escoger uno de los cinco orbes. Si al menos de los dos orbes tienen el mismo color, el juego automáticamente revelará un grupo (p. ej. Sí el jugador eligió todas los orbes azules, se revelará Leo/need). Aún así, si el jugador escoge orbes diferentes, se revelara aleatoriamente un grupo. El jugador puede escoger libremente otro grupo si no esta conforme con su elección.
Hay tres tipos de historias. Primero están las historias de grupo (o Historias Principales), centrando en el backstory de un grupo en particular, la historia principal de los grupos se desbloquean subiendo de rango con éstos. Las historias de las cartas, por otro lado, trata sobre un personaje individual y cuentan con dos partes. La primera parte es desbloqueada tras invertir algunos materiales, mientras que la segunda parte tiene que ser desbloqueada subiendo de nivel la tarjeta (e invirtiendo ciertos materiales). Hay también historias temporales de eventos, los cuales son desbloqueadas por jugar el evento (se pueden seguir viendo tras finalizar el evento). Se dividen en dos tipos de historias; centradas únicamente en un grupo, y otras historias con personajes mixtos de grupos diferentes.

## Película de anime
El 29 de julio de 2024 se anunció una película de anime titulada Gekijо̄ban Project Sekai: Kowareta Sekai to Utaenai Miku. La película está producida por P.A. Works y dirigida por Hiroyuki Hata, con Yoko Yonaiyama escribiendo el guion. Yuki Akiyama diseñando los personajes y Satoshi Hōno componiendo la música.  Esta se estrenó en los cines japoneses el 17 de enero de 2025.Posteriormente, la película se estrenó en cines de distintos países.

## Recepción
A 26  de julio de  2021, el juego ha llegado a más de 5 millones de usuarios.